# Talavera (Lleida)
Talavera ist eine katalanische Gemeinde in der Provinz Lleida im Nordosten Spaniens. Sie liegt in der Comarca Segarra.

## Gemeindepartnerschaft
Talavera unterhält eine Partnerschaft mit der französischen Gemeinde Saint-Priest-des-Champs.